# Anbara Salam Khalidi
Anbara Salam Khalidi (àrab: عنبرة السلام الخالدي)  (Beirut, 4 d'agost de 1897 - Beirut, 1986) fou una escriptora i traductora feminista libanesa, la primera dona àrab que es llevà el vel en públic i una gran lluitadora en el procés d'emancipació de les dones àrabs.

## Infantesa i educació primària
Anbara Salam Khalidi (en àrab عنبرة سلام الخالدي) nasqué al 1897 en una il·lustre família sunnita de Beirut. Son pare, Salim Ali Salam (1868-1938), fou diputat del Parlament otomà i membre del Tribunal de Comerç de Beirut. Sa mare, Kulzum al-Barbir, pertanyia a una antiga família de lletrats de Beirut. Anbara era la quarta de dotze germans, dos d'ells —Saeb Salam i Muhammad Salam— foren ministres del Govern libanés.(1)
Anbara passà la infantesa a Musaitbeh, un antic barri de Beirut. Hi anava a un col·legi dirigit per una societat caritativa anomenada “Els fruits de la Beneficència” (Thamarat al-Ihsan), creada per notables musulmans de Beirut que creien que el progrés d'un país començava amb l'educació de les dones. A la fi del segle XIX, Muhammad Khamil Beyhum Itani, un noble de Beirut, creà un premi anual que consistia en un rellotge d'or per als estudiants que fossen els primers de la seua promoció, i Anbara el va guanyar.(1)

Amb deu anys (1907) ja havia acabat la lectura i recitació de l'Alcorà (ختم القرآن). Aquest fet es festejava amb una cerimònia de graduació a la qual assistien les xiquetes, mares i professores. Amb aquesta mateixa edat va començar a patir assetjament pel carrer, ja que tant hòmens com dones l'esbroncaven perquè se n'anàs a casa. Com relata en les seues memòries, més d'una vegada demanà a la seua mare que li preparàs un vel per a no haver d'enfrontar-se a aquesta gent:
Així vaig entrar en aquesta gàbia de ferro amb 10 anys, ensopegant amb el xal a costa de l'alegria que això significava per a la mare i l'àvia.

## Adolescència i educació secundària
Durant 1908-1910 Anbara estudià en el St. Joseph School, al qual anaven xiquetes de les famílies musulmanes i cristianes més riques de Beirut. El 1910 es va canviar al col·legi Maqasid de la Maqasid Society, de la qual son pare era president. Hi va romandre tres anys fins a l'esclat de la Primera Guerra Mundial. Gràcies a Julia Tu'ma Dimishqiyya, professora seua, estudià la vida de dones del passat i va conéixer George Nicholas Baz, director de la primera revista mensual Al- Hasna per a dones de Beirut en la qual, més tard, escriuria Anbara. Julia era considerada una de les oradores més importants del seu temps. Va ser convidada a una conferència del Sunday School Club de la Universitat Americana de Beirut a la qual Anbara volia assistir, però hi tenia prohibida l'entrada per ser un club mixt i ser ella menor d'edat (13 anys). Son pare, però, li hi va donar permís i la seua professora va reservar un seient per a ella des del qual ningú la veuria. Ara bé, dos periodistes interceptaren el carruatge d'Anbara i de Julia i a crits i van impedir que aquesta pogués hi accedís. L'endemà, el periòdic Ababil va traure en portada un article intitulat: “Les noies musulmanes ara van a clubs nocturns!", que va ferir molt Anbara, com assenyala en la seua autobiografia:
Enfortiria la meua profunda determinació per aconseguir una manera de viure liberal i per lluitar en contra d'aquesta mentalitat que permetia a la meua societat jutjar les dones i imposar sobre nosaltres la reclusió com a manera de vida.
Aquest article produí conseqüències contràries a les esperades pel diari, ja que encengué la metxa d'un sentiment revolucionari en defensa dels drets de les dones a Beirut. Fou en el Sunday School Club, on,15 anys més tard (1928), Anbara es llevaria el vel en públic per a parlar de les seues impressions sobre Anglaterra després d'haver-hi viscut dos anys.(2)

### Carta al Congrés de París
Amb quinze anys rebé una carta d'una dona egípcia en què li pregava que s'unís al moviment d'alliberament de les dones. De llavors ençà, va sentir que tenia la responsabilitat de servir la causa. Un altre fet que marcà el seu futur fou la clausura forçosa del Club de Reforma Social el 9 d'abril del 1913, que derivà en una vaga general a Beirut fins a abril del 1914. En aquest context es feu la Conferència de París a la qual assistiren dirigents àrabs i en què Anbara, Shafiqa Ghurayyib i Wadad Mahmasani van poder participar amb un escrit en què aplaudien les iniciatives dels moviments nacionalistes àrabs.
Arran d'aquest escrit i dels fets que seguiren a la Conferència de París, Anbara publicà un article per al al-Mufid signado amb el pseudònim de Fatat Bayrut (una noia de Beirut) i que aparegué en portada uns dies abans que complís els 16 anys. Aquest seria l'inici de les seues publicacions feministes en què reclamava que les dones s'aixecassen.(3)

### Associació del Despertar de les Dones Joves Àrabs
En els dies previs a l'inici de la Gran Guerra, Anbara va rebre una carta de cinc dones que s'autoanomenaven “les netes de l'emir 'Abd al-Qadir al-Jaza'iri”, en què la convidaven a reunir-se amb elles per a parlar sobre la necessitat de crear una societat de dones: van triar Ibtihaj Qaddura, Amina Hamzawi i Adila Bayhum com a representants, i s'anomenaren El Despertar de les Dones Joves Àrabs. A poc a poc, altres dones entraren a l'associació. Anbara va ser elegida secretària de correus i envià cartes a totes les personalitats importants dels estats àrabs per a informar-los de la societat i de la necessitat de recolzament. Van visitar col·legis de xiquetes per a proporcionar material. L'esclat, però, de la Primera Guerra Mundial suposà el cessament de les seues activitats i el grup es dissolgué en emigrar cadascuna a un país.(3)

## Esclat de la Primera Guerra Mundial

### Primer desacord amorós
Anbara anava a casar-se amb Abd al-Ghani al-Uraysi, un jove àrab, propietari del diari al-Mufid. La guerra, però, va esclatar abans que les dues famílies arribassen a un acord. Anbara emigrà a Buqqayn, prop de Zabadani i al-Uraysi a Damasc, on traslladà la seu del periòdic. Van tenir ocasió de tornar-se a veure una vegada més quan el pare d'Anbara visità un oncle que es refugiava allí. En aquesta trobada al-Uraysi explicà a Anbara que els seus companys i ell s'unirien en la lluita per la causa àrab, i que tan aviat com pogués tindria notícies d'ell. Finalment, ell i dos companys foren detinguts en un tren a Amman i portats davant el Tribunal militar d'Aley.(3)
Djemal Paixà va arribar a la quarta armada otomana de Síria i Líban. Va perseguir i empresonà a tots els qui havien mantingut relacions amb França i que apareixien en els arxius del consolat francés, que, per la guerra havien estat abandonats sense ser cremats. El pare d'Anbara hi apareixia i per això va ser detingut a sa casa de Buqqayn per les forces turques en nom del paixà i portat a la ciutat d'Aley, on seria jutjat. La família d'Anbara va tornar a la seua casa de Musaitbeh i cremaren tota la documentació que els pogués comprometre. Finalment, son pare fou alliberat gràcies a la intervenció d'Azmi Bey, governador de Beirut, que persuadí Djemal de les desafortunades conseqüències que tindria arrossegar el seu pare a la forca com sí que faria el 6 de maig del 1916 amb Abd al-Ghani, el promés d'Anbara.(4)
El 1917 Djemal Paixà feu una reunió a la casa d''Umar al-Da’uq a Beirut a la qual convidà totes les dones de la ciutat amb la intenció de traslladar-los la seua voluntat de crear tallers exclusius perquè treballassen. L'oncle d'Anbara l'obligà que preparàs un discurs per a la festa a la qual estava obligada a assistir. Després de presentar el seu discurs, el paixà sol·licità parlar amb ella en privat. En aquesta reunió i amb l'ajuda d'un intèrpret li exposà en turc el seu desig que ensenyàs àrab a Halide Edib i aquesta, a canvi, li ensenyàs turc.

### El Club de Xiques Musulmanes
Aquest mateix any el governador de Beirut creà una associació: El Club de Xiques Musulmanes, perquè organitzassen activitats religioses i lúdiques. Anbara, contra la seua voluntat, en fou elegida presidenta. La cerimònia d'inauguració del club fou el 23 de juliol del 1917 i des de llavors no van deixar de rebre importants personatges de l'època: des d'oficials turcs fins a —en acabar la guerra— el primer governador militar britànic, seguit del governador militar francés, del rei Faisal I i el comandant àrab Rida Paixà al-Rikabi.

El 1920, Ahmad Mujtar Bayhum (1878-1920), dirigent feminista libanés i donador més important del Club de Xiques Musulmanes, es va morir. Això implicà el tancament del club que havia aconseguit sobreviure durant tres anys. Anbara fou convidada al funeral perquè fes un discurs en nom de les joves àrabs, però això no va agradar als assistents i un li va cridar:
Quina vergonya! Com un pare pot acceptar que la seua filla faça un discurs en un aplec ple d'hòmens? Ho juro per Déu, ara mateix agafaria una pistola contra ella i l'esborraria del mapa. 

## Després de la Primera Guerra Mundial
El 1920 Anbara viatjà a Egipte amb la seua tia i la seua cosina Yhuayya. Al Caire va presenciar la cerimònia commemorativa de la Universitat del Caire en honor a Qasim Amin (1863-1908), al qual admirava, perquè fou un lluitador per l'emancipació de les dones en el món àrab. En aquesta cerimònia es trobà amb Huda Sha’rawi (1879-1947) i altres dones rellevants. Anbara escrigué un article en al-Muqattam com a homenatge a Qasim Amin, en el qual el comparava amb Ahmad Mujtar Bayhum.
En la primavera de 1922, uns militars van entrar a casa d'Anbara, van requisar documentació de la família i notes personals d'ella i s'emportaren el seu pare, l'empresonaren a Ras Beirut per opositor i el van obligar a exiliar-se a la ciutat de Duma. En els mesos d'exili, Anbara escrigué un article, El lloc d'exili del meu pare, en què agraïa l'hospitalitat dels vilatans de Duma.
El 1925, Salma Sayigh, amiga i antiga professora d'Anbara, hi contactà perquè s'unís a una associació de dones que s'estava creant i que pretenia afavorir la venda de productes locals. Les membres fundadores n'eren Janum i Ibtihaj Qaddura, Najla Kfoury, Hunayneh Tarsha, Salma Sayigh i Anbara.(4)

### Estada a Anglaterra

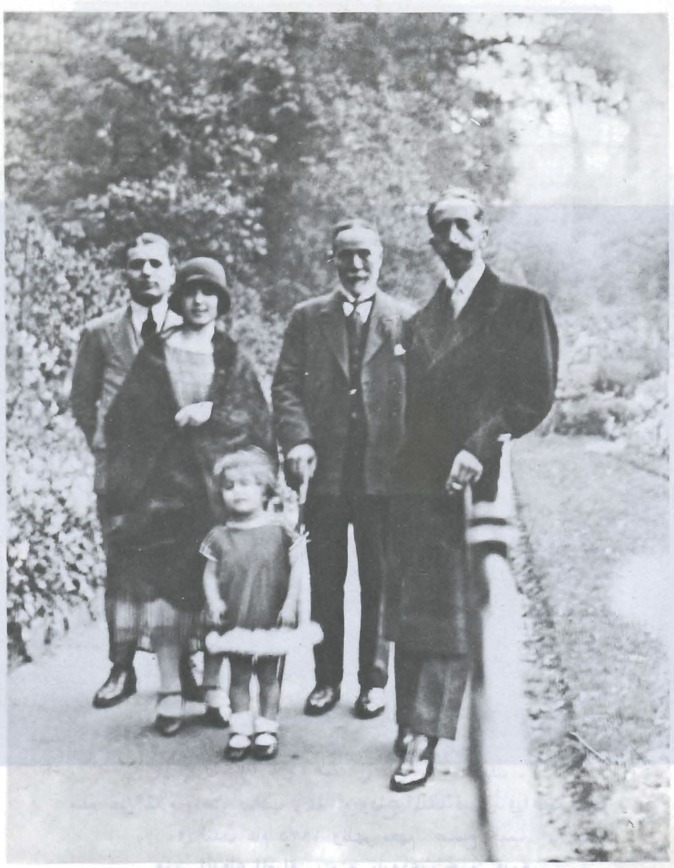
Salim Ali Salam amb el rei Faisal I al Parc Richmond de Londres al 1925, amb els fills de Salim. Anbara duu un barret de campana i una faldilla a mitja cama, desafiant les convencions del Beirut de llavors

En la segona meitat del 1925, Anbara se n'anà a estudiar anglés a Anglaterra. S'hi emportà la seua germana petita, Rasha, a la qual havia adoptat com si fos filla seua. Al vaixell es va llevar el vel i no va tornar a posar-se'l durant tota la seua estada. El seu pare i un dels seus germans es van reunir amb ella més tard i es van allotjar prop del Parc de Richmond, als afores de Londres. Durant la seua estada, va visitar amb son pare el rei Faisal I, que havia anat a Londres a rebre tractament mèdic. En un moment de la conversa aquest li va preguntar què pensava de les joves angleses, i Anbara va respondre-li:
Sincerament, Majestat, la primera cosa que em ve a la ment quan les veig gaudir dels plaers de la vida és la pregunta: quin favor han fet a Déu perquè les premie amb tota aquesta llibertat i quin pecat he comés jo, una jove àrab, per a meréixer com a càstig de Déu una vida plena de repressió i prohibicions?

El rei Faisal I es va girar cap al seu pare i li digué: “Abu Ali, ull viu amb la teua filla, que duu al cor tota una revolució!

### Arrencada del vel en públic
Anbara va tornar a Beirut el 1927. Pocs mesos després va ser convidada a fer un discurs en honor del cinquanté aniversari del seu professor Abdullah al-Bustani. Durant la seua intervenció va sentir com la reptaven a llevar-se el vel de la cara per acabar amb l'opressió que significava. No ho va fer en aquest moment, però sí dues setmanes més tard en el Sunday School club de la Universitat Americana de Beirut durant una conferència amb audiència mixta. Fou la primera dona que ho va fer en un acte públic, i això feu esclatar la indignació de la població i que es va traduir en més violència de carrer cap a les dones: els llançaven àcid pels carrers, els esquinçaven el vel amb fulles d'afaitar, etc.
Anbara va fer un pas important en l'emancipació de les dones musulmanes que, des de llavors, només es posaven el vel quan caminaven pels carrers dels barris més conservadors de la ciutat, però se'ls llevaven en reunions públiques i a casa.(5)

### Vida a Palestina
Salam es casà el 9 d'agost de 1929 amb el pedagog palestí Ahmad Samih Al Khalidi. Samih era director de l'Institut Àrab de Jerusalem (desaparegut el 1948) durant el Mandat britànic de Palestina. El 2 de setembre se n'anaren a viure a Jerusalem, la ciutat natal d'Ahmad. A l'octubre del 1929 va participar en la seua primera reunió de dones nacionalistes palestines i es manifestà al carrer a favor de les proclames de les seves companyes que expressaven la seua por a la immigració jueva, i a la parcialitat del Mandat britànic. Després de la manifestació, es va crear l'Arab Women Executive Committee.(5)
Anbara va viure a Jerusalem 20 anys i tingueren quatre fills. Al juny del 1938 el seu pare va caure greument malalt. Va anar a visitar-lo, i l'endemà es va morir. Quan tornà a sa casa de Jerusalem, se la va trobar buida: una ordre de les autoritats britàniques l'havia evacuat i l'havien ocupat els seus soldats. Molts polítics àrabs van ser perseguits en aquests anys. El seu sogre, Fakhri al-Khalidi, alcalde de Jerusalem, va ser arrestat i després de la Nakba, s'exilià a Jordània, on va ser primer ministre.
El 12 d'abril del 1948 Anbara i la seua família es veieren obligats a exiliar-se a Beirut després de les contínues massacres contra la població palestina arran de la resolució 181 de l'ONU del 29 de novembre del 1947.
Ahmad Samih Al Khalidi moriria el 1951 amb 55 anys. Anbara Salam Khalidi, el 1986, a Beirut, amb 89 anys.(5)

## Obra i traduccions
Va ser la primera persona a traduir la Ilíada i Odissea d'Homer de la versió anglesa en prosa de Richard Church a l'àrab. Quan hagué d'abandonar Palestina i va tornar a Beirut, traduí l'Eneida de Virgili. Salam Khalidi publicà la seua autobiografia al 1978: Jawalah fil Dhikrayat Baynah Lubnan Wa Filastin (Un recorregut pels records del Líban i Palestina). Es va traduir a l'anglés al 2013 amb el títol: Memoirs of an Early Arab Feminist.(5)

## Figures femenines esmentades en l'autobiografia

### Feministes pioneres
- Adila Bayhum al-Jaza’iri (1900-1975).
- Fatima al-Yashruti (1891-1978). Pertanyia a l'orde sufí de Shadhili-Yashruti i va contribuir a la literatura sufí amb The journey of Truth.
- Ibtihaaj Qaddura. Va fundar amb Huda Sha'arawi la Unió General de Dones Àrabs.
- Julia Tu'ma Dimishqiyya. Professora i amiga. Fundà la revista The New Woman.
- Najla Kfuri.
- Najla Sa'b.
- Salma Sayigh (1889-1953), professora i amiga.

### Figures literàries
- Afifa Fandi Sa'b. Editora de la revista The Straight Path.
- Labiba Hashim (1880-1947). Publicà una revista per a dones mensual a Egipte, The Girl of the East.
- Malak Hifni Nasif (1886-1918).
- Mary' Ajami (1888-1965). Editora siriana de la revista de Damasc The Bride.
- May Yanni (1864-1933), editora de la revista Minerva.
- Najla Abillama (1895-1967), editora de la revista Dawn.

### Dones palestines
- Fadwa Tuqan (1917-2003), poeta.
- Hin al-Husayni.
- May Ziade (1886-1941), palestinolibanesa.
- Wadi’a Jatabil, fundadora de la Federació de dones de Tulkarm.
- Zalikha al-Shihabi. Fundadora de la Unió de dones palestines de Jerusalem.(5)